# Ян Йонгблуд
Ян Йонгблуд (на нидерландски: Jan Jongbloed) (25 ноември 1940- Амстердам, Райхскомисариат на Окупирани холандски територии – 30 август 2023) е нидерландски професионален футболист, вратар. Висок е 179 сантиметра. Вратар на националния отбор, двукратен световен вицешампион, и веднъж бронзов медалист от европейското първенство. След края на състезателната си кариера става треньор.

## Кариера

### Клубна
Като юноша Ян започва като ляво крило и играе отлично с двата крака.
Професионалната кариера на Йонгблуд започва в Амстердамския ДВС през 1959-та. С този клуб Йонгблуд печели Шампионата на Холандия. След преобразуването на ДВС в „Амстердам“ той продължава да играе в този отбор. По-късно играе за „Рода“ и „Гоу Ахед Игълс“. Той приключва кариерата си на 45 години. В Ередивизи изиграва 707 мача. Рекорд в Нидерландския футбол. На 45 годишна възраст се отказва от футбола, поради сърдечна криза. През 1974 отказва трансфер в Аякс, под предлог, че това не е неговата среда и предпочита да остане при въдицата си.
Той държи рекорда от 683 минути без да допусне гол за националния отбор в периода 1975 – 1978 години.

### В националния отбор
За Холандия Ян Йонгблуд дебютира на 22 години на 26 септември 1962 година, като влиза като резерва в мача с Дания. До този момент играе в първа дивизия. След този мач не е канен в националния почти 12 години. През 1974-та основния вратар на националите Ян ван Беверен (в този момент един от най-добрите в Европа) е изгонен от отбора заедно с Вили ван дер Кьойлен заради конфликт със звездата на „лалетата“ Йохан Кройф, и Ринус Михелс в преди началото на световното първенство по футбол 1974 съвсем неочакванно решава да даде мястото на вратата именно на Йонгблуд, който до този момент се представя доста добре, но не е играл нито минута в квалификациите. С неговото участие нацоналния отбор става вицешампион. Учавства също и на световното първенство по футбол 1978, този път заради контузията на титулярния вратар Пит Шрийвърс, където холандците отново стават втори. Така той записва 24 мача и 17 допуснати гола на световни първенства, като близо 1/3 от тях (5 на брой) са на финал за световно. Интересно е, че на двата турнира играе с неприличния за вратар № 8. Включен е също в състава за европейското първенство по футбол 1976, но не изиграва нито един мач.
В продължение на няколко месеца през 1999 г. съвместно с Едуард Стюринг води „Витес“ от град Арнем.

## Личен живот
Ян е женен два и разведен два пъти. Има две деца – Никол и Ерик.
Ерик Йонгблуд, също футболен вратар. Ударен от мълния загива на футболния терен на 23 септември 1984 година по време на мача в състава на ДВС. Той е бил само на 21 години.
Води собствено радиопредаване почти до края на живота си. По време на футболната си кариера притежава и работи в малкото си магазинче за цигари.

## Успехи
ДВС
- Първи клас (до 1955) / Висша дивизия (след 1956)-Ередивиси:
  -  Шампион на Холандия (1): 1963/64
  -  Сребърен медалист на Холандия (1): 1964/65
- Ерсте дивиси / Първа дивизия
  -  Шампион (1): 1962/63

 Холандия
- Световно първенство по футбол:
  -  Сребърен медалист (2): 1974, 1978
- Европейско първенство по футбол:
  -  Бронзов медалист (1): 1976

## Смърт
Ян Йонгблуд умира на 31 август 2023 года на 83-ри години от живота си след непродолжително боледуване. На 7 септември 2023 года на стадион „Филипс“ е обявена минута мълчание в знак на скръб преди мача от квалификациите за европейското първенство по футбол през 2024 между Нидерландия и Гърция.